# Colin (cheval)
Colin (1905-1932) est un cheval de course pur-sang, membre du Hall of Fame des courses américaines. Deux fois cheval de l'année aux États-Unis (1907 et 1908), il resta invaincu tout au long de sa carrière, stoppée par une blessure.

## Carrière de course
Nommé d'après le poème "Poor Colin" de Nicholas Rowe et affublé d'un jarret trop long, ce poulain appartenant à James Keene et entraîné par James Growe (duo qui avait déjà connu la gloire deux ans plus tôt avec Sysonby) ne connut jamais la défaite. Dès sa deuxième course, les National Stallion Stakes, il parcourut les 1 000 mètres de Belmont Park en 58 secondes, un record. Au fur et à mesure de son année de 2 ans, il semble progresser et creuser l'écart avec ses adversaires, en témoignent les longueurs qui s'accumulent au fil des courses : Colin se laisse de moins en moins approcher et enquille les records de vitesse, comme dans les Champagne Stakes où il ne lui faut qu'une minute et 23 secondes pour aller au bout des 1 400 mètres. À la fin de son année de 2 ans, il est sacré cheval de l'année aux États-Unis, un privilège d'ordinaire réservé aux 3 ans. 

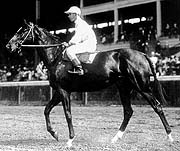
Colin et Joe Notter en 1908

À 3 ans, Colin n'a rien perdu de sa superbe. Mais il rentre tard, le 23 mai, sans avoir pu participer au Kentucky Derby, la faute à une blessure. Il gagne brillamment pour sa rentrée, nouveau record à la clé, mais il s'est fait mal à un tendon. Son entraîneur, James Rowe, décide de passer outre, estimant que même diminué il est supérieur à ses adversaires. Et il a raison : Colin remporte les Belmont Stakes, dernière manche de la Triple Couronne, mais d'une tête et à l'issue d'une lutte acharnée contre Fair Play, un poulain qu'il a plusieurs fois battu facilement par le passé. Trois semaines plus tard, il retrouve plus d'aisance en remportant ce qui sera sa dernière course, les Tidal Stakes.
En juin 1908, les paris sur les courses de chevaux sont interdits à New York et beaucoup de propriétaires décident d'envoyer leurs chevaux en Angleterre. Colin est du lot, qui débarque chez Sam Darling à Beckhampton dans le Wiltshire. L'invincible américain est programmé pour la saison 1909. Las, il doit y renoncer et mettre fin à sa carrière en raison d'une blessure récurrente à la jambe, non sans avoir conquis au pays un nouveau titre de cheval de l'année, à la faveur de ses trois victoires. 
Le sans-faute de Colin, ses deux titres de cheval de l'année et sa supériorité confirmée sur tout ce qui galopait aux États-Unis en 1907 et 1908, lui valent naturellement une place privilégiée dans l'histoire des courses. Élu au Hall of Fame des courses américaines, il figure au quinzième rang dans le classement des 100 chevaux américains du siècle établi par le magazine The Blood-Horse en 1999. Mais le plus bel hommage qui lui fut rendu est celui de son entraîneur James Rowe, qui demanda qu'après sa mort on écrivît sur sa tombe ces quelques mots en guise d'épitaphe : "il a entraîné Colin".  

### Résumé de carrière
| Date         | Hippodrome     | Pays        | Course                   | Distance    | Jockey        | Place       | Écart       | Deuxième    |
| 1907, 2 ans  | 1907, 2 ans    | 1907, 2 ans | 1907, 2 ans              | 1907, 2 ans | 1907, 2 ans   | 1907, 2 ans | 1907, 2 ans | 1907, 2 ans |
| ------------ | -------------- | ----------- | ------------------------ | ----------- | ------------- | ----------- | ----------- | ----------- |
| 29 mai       | Belmont Park   | États-Unis  | Maiden Special           | 1 000 m     | Walter Miller | 1er / 23    | 2           | Bar None    |
| 1er juin     | Belmont Park   | États-Unis  | National Stallion Stakes | 1 000 m     | Walter Miller | 1er / 10    | 3           | Bar None    |
| 5 juin       | Belmont Park   | États-Unis  | Eclipse Stakes           | 1 100 m     | Walter Miller | 1er / 10    | tête        | Beaucoup    |
| 29 juin      | Sheepshead Bay | États-Unis  | Great Trial Stakes       | 1 200 m     | Walter Miller | 1er / 10    | 2           | Meelick     |
| 27 juillet   | Brighton Beach | États-Unis  | Brighton Junior          | 1 200 m     | Walter Miller | 1er / 10    | 1 1⁄2       | Chapultepec |
| 10 août      | Saratoga       | États-Unis  | Saratoga Special         | 1 200 m     | Walter Miller | 1er / 10    | 1           | Uncle       |
| 14 août      | Saratoga       | États-Unis  | Grand Union Hotel Stakes | 1 200 m     | Walter Miller | 1er / 8     | 2           | Jim Gaffney |
| 31 août      | Sheepshead Bay | États-Unis  | Futurity Stakes          | 1 200 m     | Walter Miller | 1er / 10    | 1 1⁄2       | Bar None    |
| 7 septembre  | Sheepshead Bay | États-Unis  | Flatbush Stakes          | 1 400 m     | Walter Miller | 1er / 4     | 3           | Celt        |
| 30 septembre | Brighton Beach | États-Unis  | Produce Stakes           | 1 200 m     | Walter Miller | 1er / 10    | 5           | Fair Play   |
| 7 octobre    | Belmont Park   | États-Unis  | Matron Stakes            | 1 200 m     | Walter Miller | 1er / 10    | 3           | Fair Play   |
| 16 octobre   | Belmont Park   | États-Unis  | Champagne Stakes         | 1 400 m     | Walter Miller | 1er / 8     | 6           | Stamina     |
| 1908, 3 ans  |                |             |                          |             |               |             |             |             |
| 23 mai       | Belmont Park   | États-Unis  | Withers Stakes           | 1 600 m     | Joe Notter    | 1er / 5     | 2           | Fair Play   |
| 30 mai       | Belmont Park   | États-Unis  | Belmont Stakes           | 2 200 m     | Joe Notter    | 1er / 10    | tête        | Fair Play   |
| 20 juin      | Sheepshead Bay | États-Unis  | Tidal Stakes             | 2 000 m     | Joe Notter    | 1er / 10    | 2           | Dorante     |

## Au haras
Colin resta dans un premier temps en Angleterre pour y faire la monte au tarif de 98 guinées la saillie, mais son pedigree américain et surtout ses sérieux problèmes de fertilité rebutèrent les éleveurs anglais, qui le boudèrent. Il fut alors rapatrié au pays natal, puis vendu en 1913 pour $ 30 000, et en 1918 pour $ 5 100. Toujours en proie à l'infertilité, Colin n'engendra que 81 produits en 23 saisons. Mais à défaut de quantité, la qualité était présente et a permis à la lignée mâle de son père Commando de se perpétuer et même de perdurer jusqu'à nos jours. 

## Origines
Commando, le père de Colin, fut lui-même un vrai champion, deux fois cheval de l'année et Hall of Famer comme son fils, et comme lui vainqueur des Belmont Stakes. Il mourut prématurément, du tétanos, laissant seulement 27 poulains. Mais parmi eux Colin et un autre lauréat des Belmont Stakes et Hall of Famer, Peter Pan. Domino, le grand-père de Colin, mourut lui aussi très jeune, à 6 ans, d'une méningite. Lui aussi eut peu de descendants, 20. Mais huit d'entre eux sont "stakes winners", une proportion exceptionnelle. Parmi eux Commando, mais aussi Cap and Bells, le premier vainqueur de Derby d'Epsom élevé aux États-Unis. Surtout les quelques produits de Domino ont tracé au haras si bien qu'on le retrouve en lignée mâle dans les pedigrees d'une multitude de champions tout au long du siècle : de War Admiral à Justify, en passant par Gallant Fox, Omaha, Whirlaway, Native Dancer,  Bold Ruler, Buckpasser, Secretariat, Seattle Slew, Affirmed, Personal Ensign, Zenyatta, American Pharoah, etc. Ce qui est gigantesque pour un cheval n'ayant eu que vingt poulains. 

### Pedigree
| Origines de Colin (USA), mâle bai né en 1905 | Origines de Colin (USA), mâle bai né en 1905 | Origines de Colin (USA), mâle bai né en 1905 | Origines de Colin (USA), mâle bai né en 1905 |
| -------------------------------------------- | -------------------------------------------- | -------------------------------------------- | -------------------------------------------- |
| Père Commando 1898                           | Domino 1891                                  | Himyar                                       | Alarm                                        |
| Père Commando 1898                           | Domino 1891                                  | Himyar                                       | Hira                                         |
| Père Commando 1898                           | Domino 1891                                  | Mannie Gray                                  | Enquirer                                     |
| Père Commando 1898                           | Domino 1891                                  | Mannie Gray                                  | Lizzie G.                                    |
| Père Commando 1898                           | Emma C. 1892                                 | Darebin                                      | The Peer                                     |
| Père Commando 1898                           | Emma C. 1892                                 | Darebin                                      | Lurline                                      |
| Père Commando 1898                           | Emma C. 1892                                 | Guenn                                        | Flood                                        |
| Père Commando 1898                           | Emma C. 1892                                 | Guenn                                        | Glendew                                      |
| Mère Pastorella 1892                         | Springfield 1873                             | St.Albans                                    | Stockwell                                    |
| Mère Pastorella 1892                         | Springfield 1873                             | St.Albans                                    | Bribery                                      |
| Mère Pastorella 1892                         | Springfield 1873                             | Viridis                                      | Marsyas                                      |
| Mère Pastorella 1892                         | Springfield 1873                             | Viridis                                      | Maid of Palmyra                              |
| Mère Pastorella 1892                         | Griselda 1878                                | Strathconan                                  | Newminster                                   |
| Mère Pastorella 1892                         | Griselda 1878                                | Strathconan                                  | Souvenir                                     |
| Mère Pastorella 1892                         | Griselda 1878                                | Perseverance                                 | Voltigeur                                    |
| Mère Pastorella 1892                         | Griselda 1878                                | Perseverance                                 | Spinster (famille 19-b)                      |